# Zitha tactilis
Zitha tactilis är en fjärilsart som beskrevs av Swinhoe 1890. Zitha tactilis ingår i släktet Zitha och familjen mott. Inga underarter finns listade i Catalogue of Life.